# Antrophyopsis
Antrophyopsis, biljni rod iz porodice bujadovki (Pteridaceae) rasprostranjen po tropskoj Africi i Indijskom oceanu. Smješten je u potporodicu Vittarioideae.
Rod je nastao izdvajanjem nekoliko vrsta iz roda Antrophyum i opisan 2016.

## Vrste
1. Antrophyopsis bivittata (C.Chr.) Schuettp.
2. Antrophyopsis boryana (Willd.) Schuettp.
3. Antrophyopsis gigantea (Bory) Rouhan, Boullet & Schuettp.
4. Antrophyopsis manniana (Hook.) Schuettp.

## Sinonimi
- Antrophyum subgen.Antrophyopsis Benedict